# Таугвальдер, Петер (старший)
Пе́тер Таугва́льдер (нем. Peter Taugwalder; 4 апреля 1820 года, Швейцария, Церматт — 10 июля 1888 год, Швейцария) — швейцарский горный гид и альпинист, известен как один из авторов первого восхождения на Маттерхорн.

## Биография
Петер Таугвальдер родился в семье горных фермеров Йохана Джозефа и Марии Катарины Хулен 4 апреля 1820 года в Швейцарии в Церматте.
Будучи горным гидом, Петер совершил первое восхождение на вершину Поллукс (4092 м; 1 августа 1864 года) и второе восхождение на вершину Обер-Габельхорн (4063 м; 7 июля 1864 года, совместно с английским лордом Фрэнсисом Дугласом и Й. Вианином; это было первое восхождение по северо-северо-западному гребню). Во время попыток покорить Обер-Габельхорн, Дуглас и Таугвальдер совершили первые восхождения на более низкие вершины Унтер-Габельхорн (3391 м) и Велленкуппе (3903 м).
После восхождения на Обер-Габельхорн Дуглас и Таугвальдер отправились в Церматт, где, соединившись с группой Эдуарда Уимпера, предприняли попытку восхождения на Маттерхорн (4478 м). 14 июля группа из 7 альпинистов (Эдуард Уимпер, Фрэнсис Дуглас, Дуглас Роберт Хэдоу, Чарльз Хадсон, Мишель Кро, Петер Таугвальдер и его сын Петер Таугвальдер) успешно достигла вершины по гребню Хёрнли. При спуске Хэдоу поскользнулся, и упал, сбив с ног Кро, который шёл первым. Хадсон и Дуглас не удержались на склоне, и упали вслед за Кро и Хэдоу. Верёвка, соединяющая Петера Таугвальдера-старшего и Дугласа, не выдержала веса четырёх альпинистов, и оборвалась. Четверо упавших альпинистов погибли, Таугвальдерам и Уимперу благополучно удалось спуститься в Церматт на следующий день.
После трагедии на Маттерхорне Петер некоторое время продолжал работать в Альпах, несмотря на то, что смерть четырёх альпинистов сильно на него повлияла. Также Петер подозревался общественностью как виновник трагедии (считалось, что верёвка между ним и Дугласом была недостаточно прочна; по другим версиям, Петер её перерезал. Однако, подозрения не подтвердились.
В августе 1869 года (точная дата восхождения неизвестна) Петер Таугвальдер с альпинистом Р. Б. Хифкотом и горными гидами Францем Бинером и Петером Перреном совершили первое восхождение на вершину Хёбергхорн (4219 м). Маршрут первовосходителей проходил по западной стороне с ледника Хёберг через перевал Штекнадельйох.
Спустя несколько лет после трагедии на Маттерхорне Таугвальдер иммигрировал в США.
Петер Таугвальдер скончался 10 июля 1888 года неподалёку от озера Шварцзе вскоре после возвращения из США и был похоронен на кладбище альпинистов в Церматте.